# Hervé Faye
Hervé Auguste Étienne Albans Faye (Saint-Benoît-du-Sault, 1 oktober 1814 - 4 juli 1902) was een Frans astronoom die zijn opleiding volgde aan de Polytechnische school. Hij verliet de school in 1834 voordat hij zijn opleiding beëindigd had om een positie te aanvaarden in het Observatorium van Parijs.
Hij ontdekte daar op 22 november 1843 de komeet 4P/Faye waarvoor hij de Lalande-prijs kreeg van de Académie des Sciences. Vanaf 1848 werd hij leerkracht geodesie en in 1854 rector van de academie te Nancy en professor astronomie in de faculteit wetenschappen.
Later werd hij nog minister in het kabinet-De Rochebouët in 1877.
Hij hield zich op alle vlakken van de astronomie bezig zoals berekenen van komeetbanen, sterren en planeetbewegingen en -banen, de samenstelling van de zon, het parallaxverschijnsel. Hij bedacht meerdere theorieën over de oorsprong en het voorkomen van meteoren, kometen, de aurora borealis en de zon.

## Publicaties
In samenwerking met Charles Galusky vertaalde hij Humboldts Kosmos, een naslagwerk bestaande uit 4 delen uit de periode 1846 -1859.
Daarnaast schreef hij talrijke artikels in wetenschappelijke tijdschriften en de volgende noemenswaardige werken:
- Sur les déclinaisons absolues, 1850
- Leçons de cosmographie (Lessen in kosmografie) 1852, tweede editie in 1854
- Sur les cyclones solaires, 1873
- Cours d'astronomie de l'Ecole Polytechnique,(De cursus astronomie), 1881-83
- Sur l'origine du monde, (Over de oorsprong van de wereld) 1884, een derde editie in 1895 was uitgebreider
- Nouvelle étude sur les tempêtes, cyclones, trombes, ou tornadoes, 1897